# Люж, Ги де
Ги Жюльен Эрнест Деляж де Люж (фр. Guy Julien Ernest Delage de Luget, 2 февраля 1884 — 22 сентября 1961) — французский фехтовальщик, олимпийский чемпион.

## Биография
Родился в 1884 году в Ла-Рошели. В 1924 году на Олимпийских играх в Париже стал обладателем золотой медали в командном первенстве на рапирах.